# Smith College Museum of Art
Lo Smith College Museum of Art (abbreviato SCMA), collegato al Smith College, è un museo d'arte situato a Northampton, nel Massachusetts. È considerato uno dei musei universitari più importanti del paese.
Il museo ospita opere d'arte americana ed europea del XIX e XX secolo, tra cui opere di Edgar Degas, Jean-Baptiste-Camille Corot, Gustave Courbet, Paul Cézanne, Claude Monet, Georges Seurat, Albert Bierstadt e John Singer Sargent. Fondata nel 1879, la collezione include circa 25.000 opere d'arte, tra cui una collezione diversificata di arte non occidentale. È anche membro del collettivo Museums10, un consorzio di musei di arte, scienza e storia nel Massachusetts occidentale. Lo SCMA funge da risorsa culturale ed educativa per le comunità dello Smith College, il Five College Consortium e la città di Northampton. La vasta collezione dello Smith College Museum of Art comprende dipinti, sculture, opere su carta, antichità, arti decorative e arte asiatica, africana e islamica.